# 源為朝
源 為朝（みなもと の ためとも、旧字体：源 爲朝󠄁󠄁󠄁）は、平安時代末期の武将。源為義の八男。母は摂津国江口（現・大阪市東淀川区江口）の遊女。源頼朝、義経兄弟の叔父にあたる。
『保元物語』（『保元記』）によると、身長2mを超える巨体のうえ気性が荒く、また剛弓の使い手で、剛勇無双を謳われた。生まれつき乱暴者で父の為義に持てあまされ、九州に追放されたが手下を集めて暴れまわり、一帯を制覇して鎮西八郎を名乗る。保元の乱では父とともに崇徳上皇方に参加し、強弓と特製の太矢で大奮戦するが敗れ、伊豆大島へ流される。しかしそこでも国司に従わず、大暴れして伊豆諸島を事実上支配したことから、追討を受け自害した。
没後、八丈島に渡って死んだという伝承が生じ、さらに琉球（沖縄県）に渡ったという伝説に転じて、江戸時代以降に広く人口に膾炙した。

## 生涯
確実な同時代資料とされるのは、平信範の日記『兵範記』と藤原頼長の日記『台記』のみで、いずれの記載も九州での乱行により父の為義が官職を解かれた話（久寿元年（1154年）11月26日、両方とも）および『兵範記』に為朝が源重貞に捕縛された（保元元年（1156年）8月26日）という断片的な内容にとどまる。
ただし、『愚管抄』巻四には保元の乱の折に為義が息子の頼賢（為朝の兄）と為朝だけを伴って崇徳上皇の下に参じた記述があり、『吾妻鏡』の建久2年（1191年）8月1日条にも戦場で射られた大庭景義が為朝のことを「吾朝無双の弓矢の達者也」と言うくだりがある。『吾妻鏡』では「弓箭（や）の寸法を案ずるに、其の涯分に過ぐる歟（か）」（弓矢が身体よりも大きすぎる、という意）との記述、『愚管抄』にも頼賢と為朝を為義が「わずかに小男二人」と呼ぶ記述がある。
以下本項では、主に『保元物語』の記すところにしたがって為朝の生涯をたどる。

### 鎮西総追捕使
為朝は身長七尺ほど（2m10cm）の大男で、目の隅が切れあがり容貌魁偉、また強弓の使い手で、前に出して弓を支える左腕が、後で弦を引く右腕よりも4寸（12cm）も長いという、弓を引くために生まれたような体つきをしていた。勇猛で兄たちにも傍若無人であった。
13歳の時、乱暴が過ぎて父の為義に勘当され、九州に追放される。尾張権守家遠が後見となって豊後国に住んでいたが、薩摩国阿多郡を拠点とする薩摩平氏の阿多忠景（本によっては「アワの忠景」とするが、誤記とみなすべきとされる）の婿となる（舅は肥後国阿蘇郡の平忠国との説もある）。その後、自ら鎮西総追捕使を称して暴れまわり、菊池氏、原田氏など九州の豪族たちと数十回の合戦や城攻めを繰り返し、3年のうちに九州を平らげてしまった。香椎宮の神人が為朝の狼藉を朝廷に訴え出たため、久寿元年（1154年）に出頭の宣旨が出されてしまう。為朝はこれに従わなかったが、翌久寿2年（1155年）に父が解官されてしまった。これを聞いて為朝は帰参することにし、九州の強者28騎を率いて上洛した。

### 保元の乱
翌保元元年（1156年）、鳥羽法皇が崩御すると、治天の君の座を巡って対立していた崇徳上皇と後白河天皇の衝突は避けられない情勢になっていた。双方が名だたる武士をそれぞれの陣営に招くなか、為朝の父・為義は上皇方の大将として招かれる。老齢を理由に再三これを辞したものの、遂には承諾させられ、為朝ら6人の子を引連れて崇徳上皇の御所白河北殿に参上した。一方、為義の嫡男で坂東を地盤としていた義朝は多くの東国武士とともに天皇方へ参じた。
為朝は三尺五寸の太刀を差し、五人張りの強弓を持って西河原面の門を守った。7月11日、軍議が開かれ、為朝は「九州で多くの合戦をしましたが夜討に勝るものはありません。ただちに高松殿（天皇方の本営）へ攻め寄せ、火を放てば容易に勝てましょう。兄の義朝が出てくれば私が射落としますし、清盛なぞは敵にもなりません。逃げ出してくる主上の駕車の人夫を射散らして、主上をお連れすればよろしい」と夜討を献策するが、左大臣・藤原頼長は「乱暴なことを言うな。夜討などは武士同士の私戦ですることだ。主上と上皇の国を巡る戦いである。興福寺の僧兵の到着を待って決戦するべし」と退けてしまった。為朝は兄の義朝は必ず夜討をしかけてくるだろうと予見して口惜しがった。
その夜、為朝の予見通りに天皇方が白河北殿に夜討をかけてきた。為朝を宥めるために急ぎ除目を行い蔵人に任じるが、為朝は「もとの鎮西八郎でけっこう」と跳ね付けた。なお、『愚管抄』では夜襲を献策した人物を為朝ではなく父の為義としている。
平清盛の軍勢が為朝の守る西門に攻めてきた。清盛の郎党伊藤景綱とその子忠景(忠清)・忠直が名乗りをあげると為朝は「清盛ですら物足りないのに、お前らなぞ相手にならん、退け」と言う。景綱が「下郎の矢を受けてみよ」と矢を放つ。為朝はものともせず「物足りない敵だが、今生の面目にせよ」と先が七寸五分(22センチ)もある、鑿に矢軸をつけたような太矢を射かけ、矢は忠直の体を貫き、後ろの忠清の鎧の袖に突き刺さった。忠清は矢を清盛のもとに持ち帰って報告し、清盛たちは驚愕して怖気づいてしまう。清盛は部署を変えて北門へ向かうが、嫡男の平重盛が口惜しいことだと挑もうとして清盛があわてて止めさせた。
剛の者の伊賀国の住人山田伊行は矢一本で引き退くのは口惜しいと思い、進み出て名乗りをあげて射かけるが、一の矢を損じ、二の矢をつがえるところを為朝に射落とされてしまった。
清盛に代わって兄の義朝の手勢が攻め寄せ、郎党の鎌田政清が進み出で名乗りを上げた。為朝は「主人の前から立ち去れ」と言い返すが、政清は「主人ではあったが、今は違勅の凶徒」と言うや矢を放ち、為朝の兜に当たる。これに為朝は激怒して「お前なぞ矢の無駄だ、手打ちにしてくれる」と鎮西の強者28騎を率いて斬り込みをかけ、政清は敵わずと逃げ出し、「これほどの敵には遭ったことがございません」と義朝に報告した。義朝は「馬上の技は坂東武者の方が上である」と坂東武者200騎を率いて攻めかかり乱戦となった。
義朝は「勅命である、退散せよ」と大声をあげるが、為朝は「こちらは院宣をお受けしている」と言い返した。義朝は「兄に弓を引けば神仏の加護を失うぞ」と言うと、為朝は「では、父（為義）に弓を引くことはどうなのか」と言い返し、義朝は言葉に窮してしまった。再び乱戦になり、無勢の為朝はいったん門内に兵を引くが、義朝勢は追撃にかかる。義朝の姿を確認した為朝は射ようとするが、よもや父と兄とに密契があるかもしれんと思いとどまった。
接戦となると無勢の為朝は不利であり、大将の義朝を威嚇して退かせようと考えた。狙い誤らず、為朝の矢は義朝の兜の星を射削る。義朝は「聞きおよんでいたが、やはり乱暴な奴だ」と言うや、為朝は「お許しいただければ二の矢をお見舞いしましょう。どこぞなりと当てて見せます」と言って矢をつがえる。とっさに、深巣清国が間に割って入り、為朝はこれを射殺した。
大庭景義・景親の兄弟が挑みかかるが、為朝は試にと鏑矢を放ち、景義の左の膝を砕き、景親は落馬した兄を助け上げて逃げ帰った。後に源頼朝に仕えて御家人になった景義は酒宴でこの合戦について、為朝は無双の弓矢の達者だが、身の丈よりも大きい弓を使い馬上での扱いに慣れずに狙いを誤ったのだろうと語っている。
義朝の坂東武者と為朝の鎮西武者との間で火が出るほどの戦いが繰り返されたが、為朝の28騎のうち23騎が討ち死にしてしまった。一方、坂東武者も53騎が討たれている。
他の門でも激戦が続き、勝敗は容易に決しなかった。義朝は内裏へ使者を送り火攻めの勅許を求め、後白河天皇はこれを許した。火がかけられ風にあおられて、白河北殿はたちまち炎上。崇徳上皇方は大混乱に陥り、上皇と藤原頼長は脱出。為義、頼賢、為朝ら武士たちも各々落ちた。
為義は息子たちと共に東国での再挙を図るが、老体であり気弱になり、出家して降伏することに決めた。「義朝が勲功に代えても父や弟たちを助けるだろう」と為義は希望を持つが、為朝は反対してあくまでの東国へ落ちることを主張する。結局、為義は出頭して降伏する。しかし、為義は許されず、息子たちも捕えられ、勅命により義朝によって斬首されてしまった。

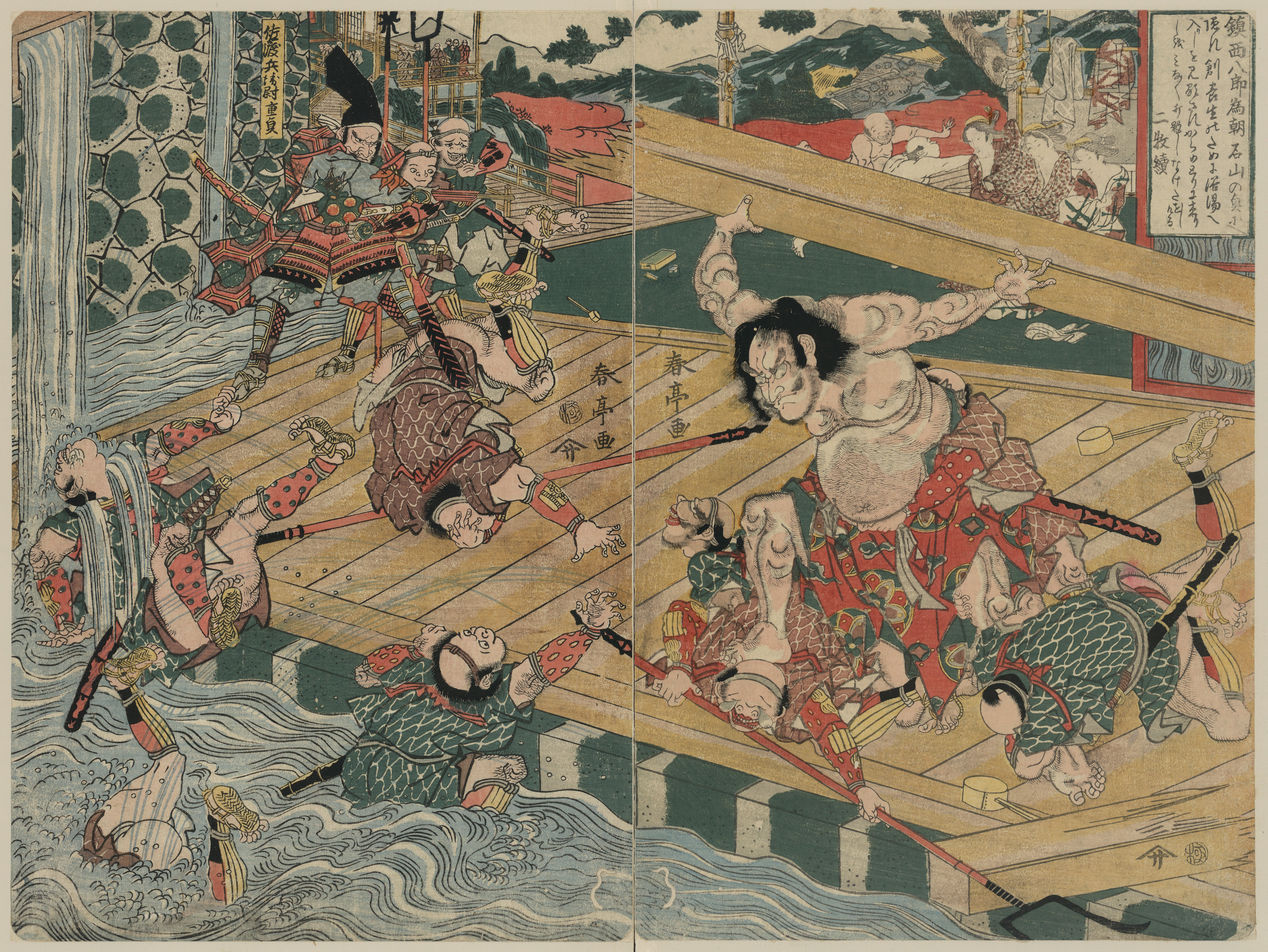
石山の奥の浴場にて、捕らえに来た佐渡重貞勢と奮戦する為朝。勝川春亭画。

為朝は逃亡を続け近江国坂田（滋賀県坂田郡）の地に隠れた。病に罹り、湯治をしていたところ、密告があり湯屋で佐渡重貞の手勢に囲まれ、真っ裸であり抵抗もできず捕えられた。京へ護送された時には、名高い勇者を一目見ようと群衆が集まり、天皇までが見物に行幸した。
既に戦後処理も一段落しており、為朝は武勇を惜しまれて助命され、8月26日に肘を外し自慢の弓を射ることができないようにされてから伊豆大島に流刑となった。だが元木泰雄は、強弓を惜しまれて減刑されたという話はにわかには信じがたく、合戦直後の混乱と興奮の中で多くの死刑が執行されてから一月が経ち、朝廷も冷静な空気が高まり死刑に対する非難が強まったことが関係したのだろうと推測している。

### 伊豆大島の流人

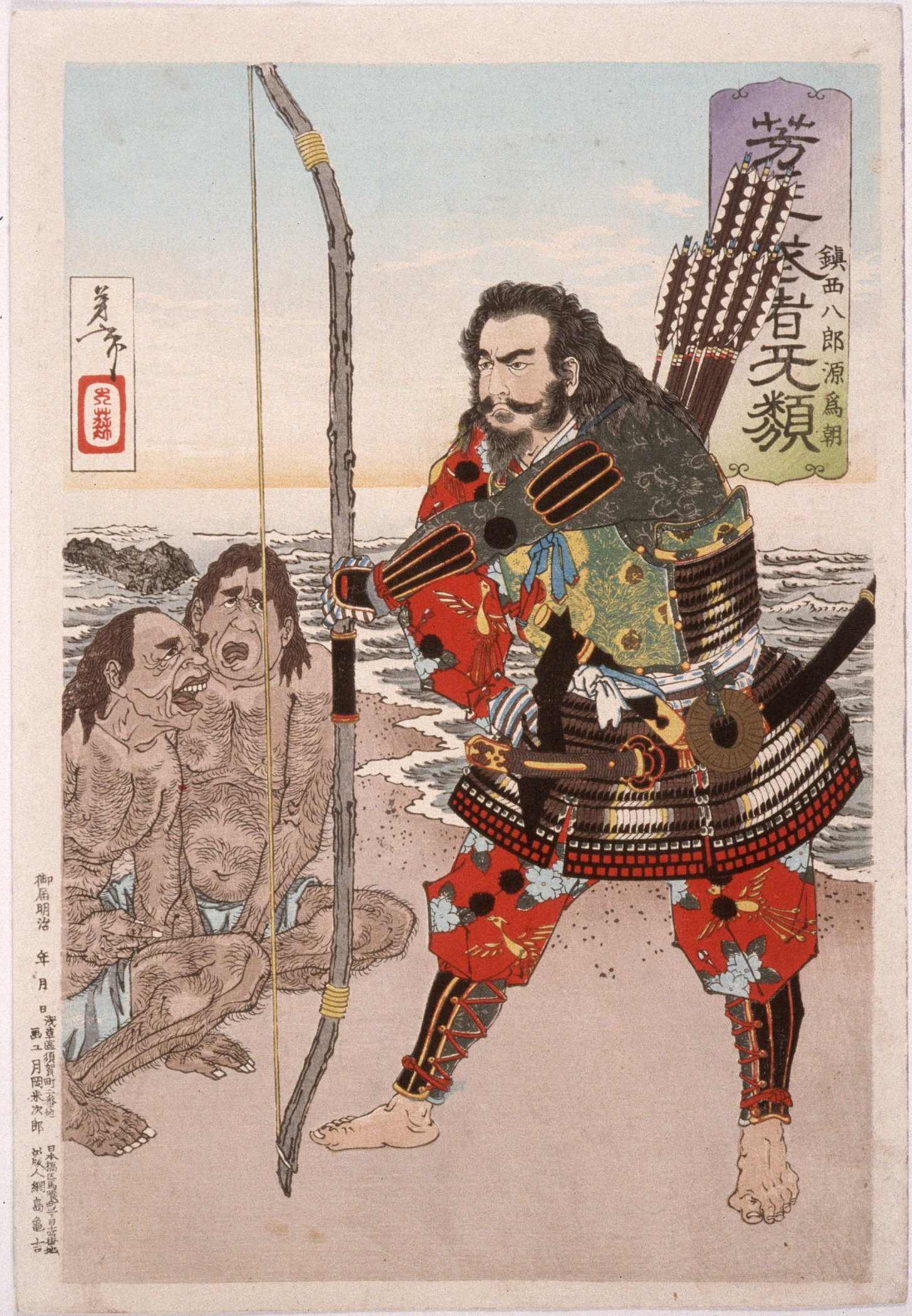
葦島の為朝。月岡芳年画

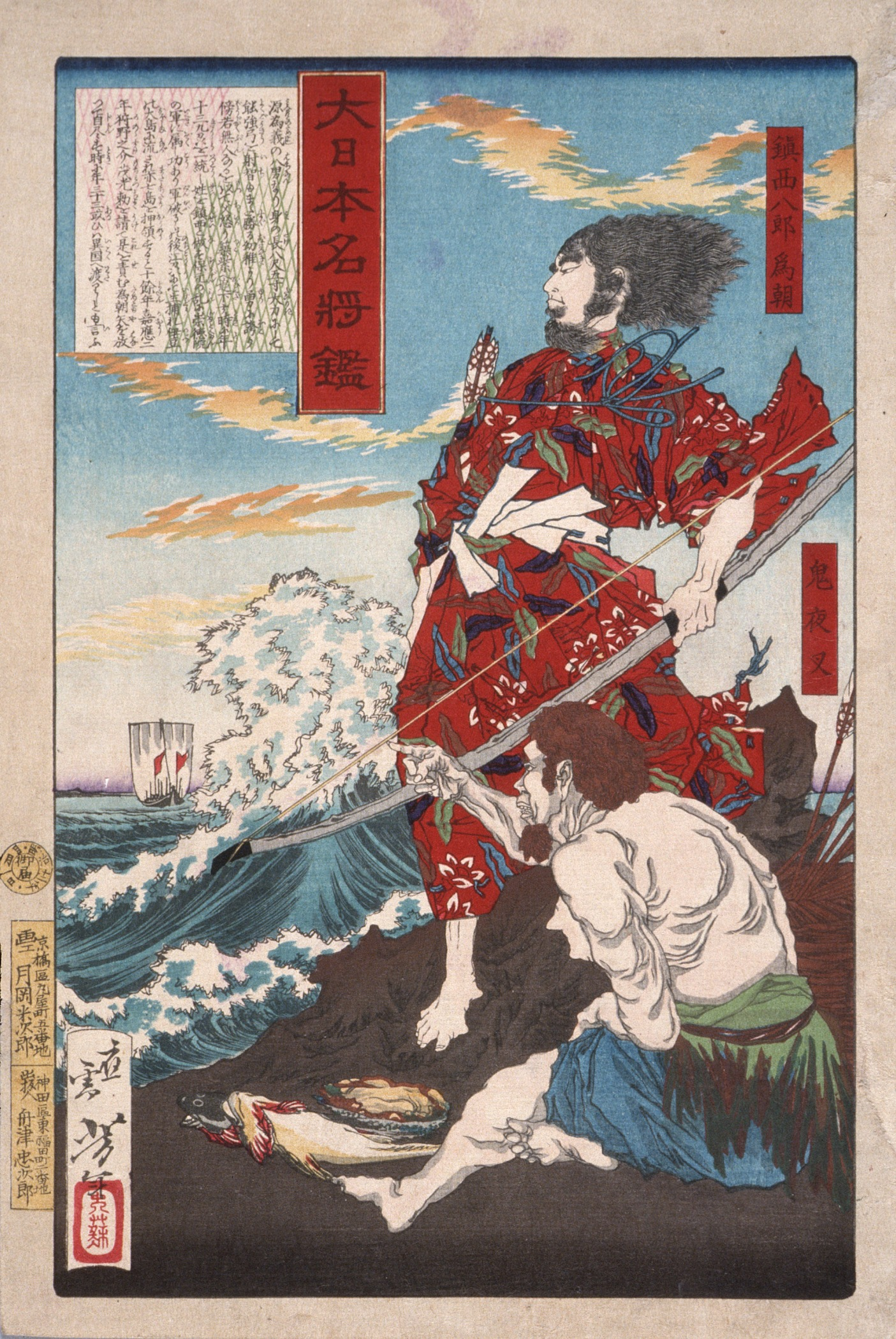
大海の先に茂光率いる大軍の船を認めた為朝。芳年画

やがて、傷が癒えその強弓の技が戻ると再び暴れ始め、島の代官の三郎大夫忠重の婿となり伊豆諸島を従え年貢も出さなくなった。伊豆諸島を所領とする伊豆介・工藤茂光を恐れた忠重は密かに年貢を納めるが、それを知った為朝は激怒し、忠重の左右の手の指を三本切ってしまう。
伊豆大島に流されてから10年後の永万元年（1165年）には、八丈島から鬼の子孫で大男ばかりが住む東方の鬼島に渡り、島を「蘆島（葦島）」と名づけ、大男をひとり連れ帰った。為朝はこの島を加えた伊豆七島を支配する。
嘉応2年（1170年）、工藤茂光は上洛して為朝の乱暴狼藉を訴え、討伐の院宣が下った。同年4月、茂光は伊東氏・北条氏・宇佐美氏ら500余騎、20艘で攻めよせた。
為朝は奮戦したが、討たれるよりも自害を望み、島で生まれたわが子・為頼を殺した。自害の前にせめて一矢だけでもと思い、300人ほどが乗る軍船に向けて得意の強弓を射かけ、見事に命中し、船はたちまち沈んでしまった。
館に帰り、「保元の戦では矢ひとつで二人を殺し、嘉応の今は一矢で多くの者を殺したか」とつぶやき、南無阿弥陀仏を唱えると柱を背に腹を切って自害した。享年32。追討軍は為朝を恐れてなかなか上陸しなかったが、加藤景廉が既に自害していると見極め薙刀をもって為朝の首をはねた。
没年は治承元年（1177年）ともいわれる。
伊豆大島では今でも為朝が親しまれており、為朝の碑も建てられている。島の女性と結婚して移り住んできた本土出身の男性を、為朝の剛勇ぶりにあやかって「ためともさん」と呼ぶのもその名残である。

## 為朝伝説

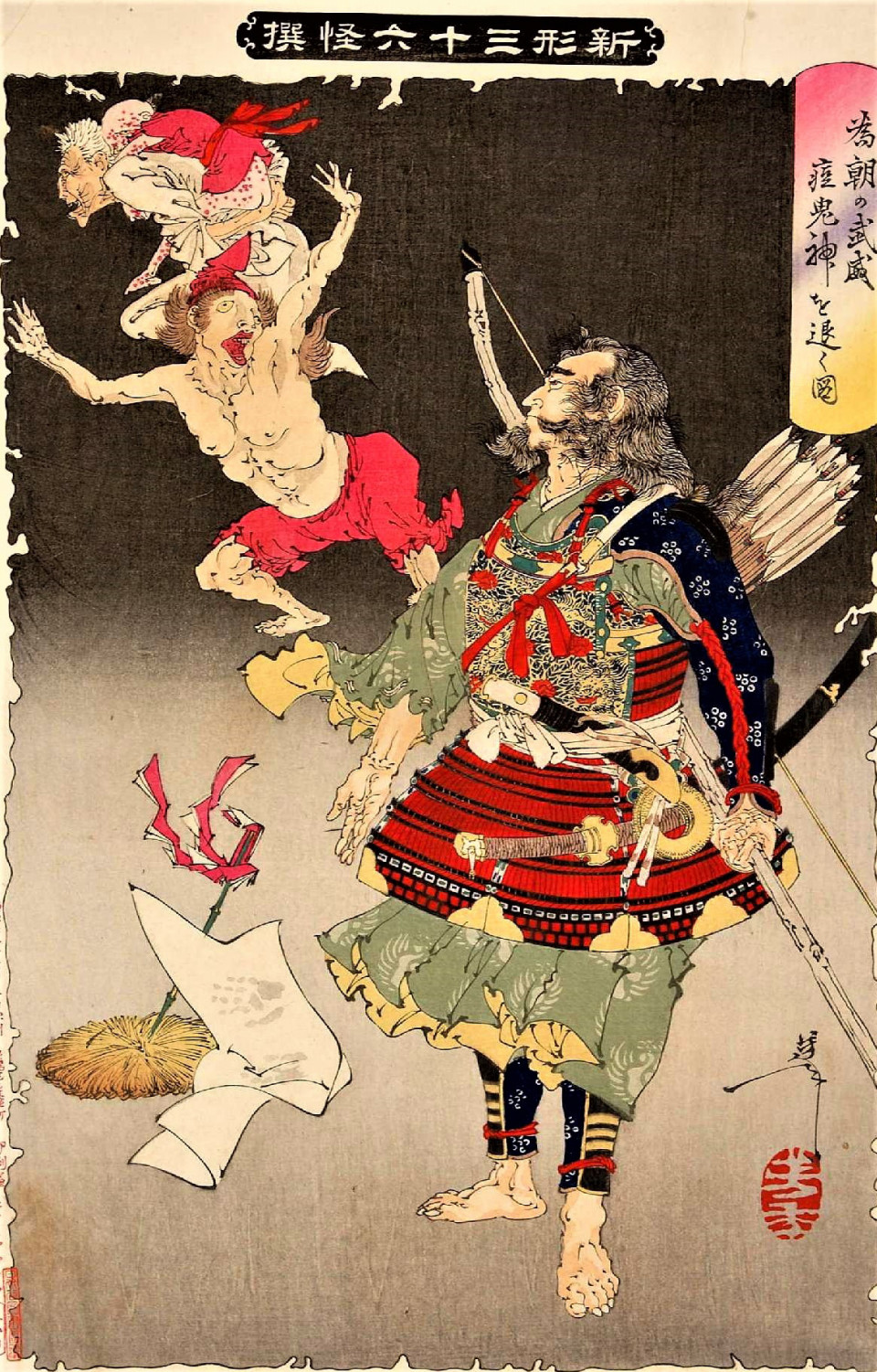
月岡芳年画「為朝の武威痘鬼神を退く図」

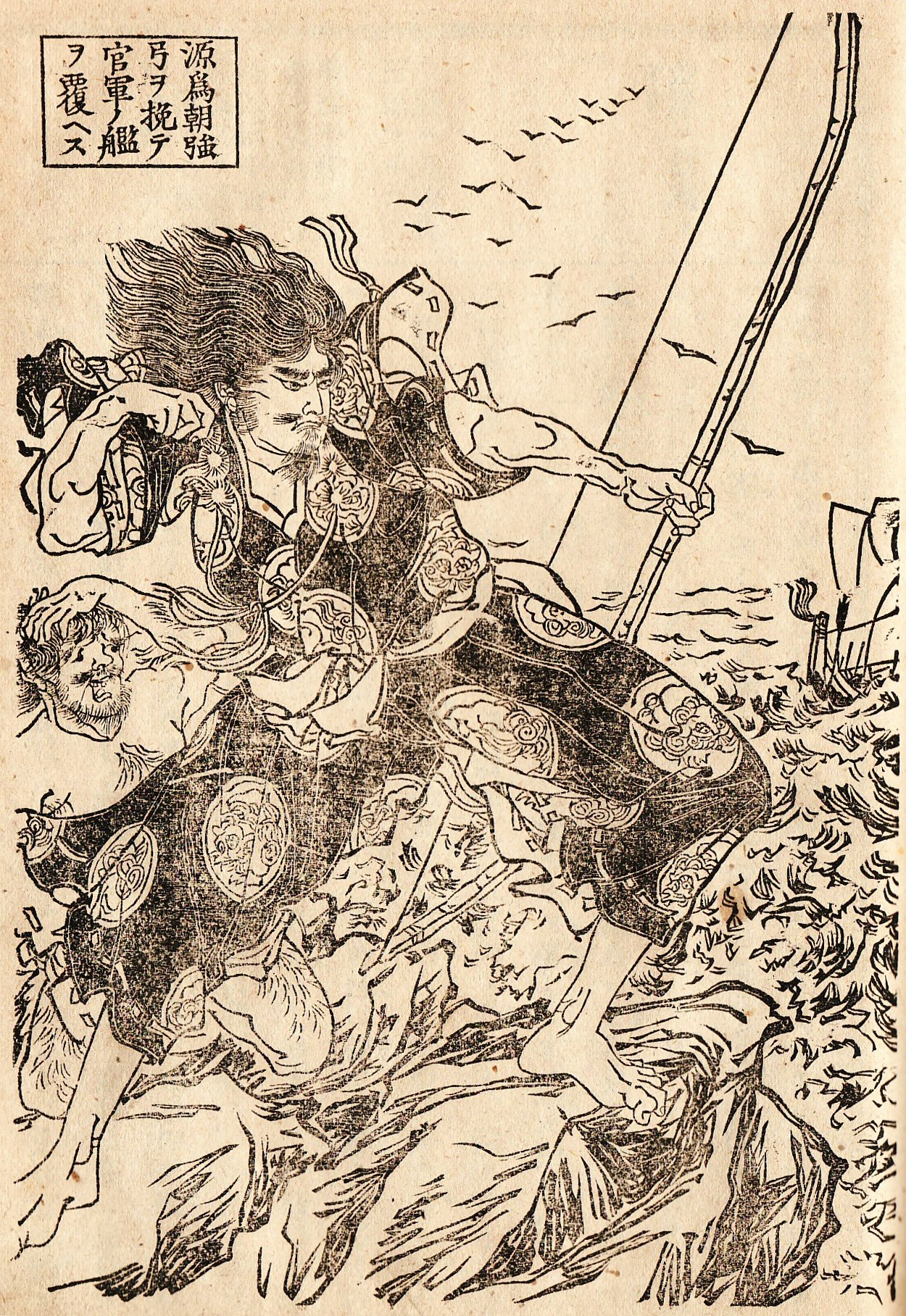
大槻東陽著『啓蒙挿画日本外史』明治35年発行「源為朝強弓ヲ挽テ官軍の艦ヲ覆へス」

真偽不明ながらもその豪勇から各地に為朝の伝説が残っている。原田信男が辞典2種類から抽出した「荒っぽい推算」では、大小取り混ぜて伝説のある場所は36都道府県196
箇所にのぼるという。冒頭に記した、八丈島・琉球（沖縄）にかかわる伝説については、成立史も含めて「渡海伝説」として記述する。

### 渡海伝説

#### 八丈島での伝承
八丈島に近接する八丈小島には為朝明神社があり、徳川家康が慶長7年（1602年）に命じて作成された銅板の為朝神像が奉納され、現存している（八丈島歴史民俗資料館が所蔵）。また八丈島の巫女に歌い継がれた「八丈島謡詞（うたいことば）」には、『保元物語』にある伊豆大島での為朝追討を引き写したような内容があることが、柳田國男や栗田寛によって指摘されている。この背景に、『保元物語』では前記の「鬼島」渡海が為朝自害の前に置かれている点があるのではないかと原田信男は述べている。
一方「鬼島」の記述に関しては、平安時代から鎌倉時代の日本において「鬼」の住む地は「異界」として認識されており、琉球（沖縄）もまたその一つとされていた。原田はその点が、為朝の沖縄渡航伝説の「下地」になったと指摘する。

#### 沖縄での伝承成立
種子島・屋久島を除く薩南諸島は、平安時代以前は「キカイガシマ」（漢字表記は複数あり）の異名を持つ、朝廷の支配が不十分な地であったが、一方で交易先としての性格を有していた。為朝が九州時代に舅となったとされる阿多忠景は南島との交易拠点だった坊津を支配し、文治3年（1187年）に勅勘を被った際には「貴海島」に逃亡して、朝廷も追討を断念したという記述が『吾妻鏡』に見られる。鎌倉時代に入ると、文治4年（1188年）に源頼朝の命で宇都宮信房と天野遠景により「貴賀井島」が征討され（為朝の子ともされる「豊後冠者義実」の追討が理由）、後に喜界島までの12島に地頭職が設定されて鎌倉幕府の支配下となった。
日本の支配領域の広がりを背景に、喜界島や奄美群島を経由した沖縄との交易路が開かれて、室町時代までには沖縄本島に「商人的な武士」が交易目的で来航していたとみられている。また『おもろさうし』巻四には運天に「大和の軍（いくさ）山城（やしろ）の軍」が上陸したという記述があり、伊波普猷らは倭寇のような存在が来航したことを反映したとする。加えて中山王国時代以降沖縄の王朝が仏教寺院（特に臨済宗）を勧請して日本の五山僧との間に交流が生じ、寺には神仏習合により熊野権現や八幡宮が併設されて熊野修験者が活動していた。原田信男は、これらの事情が為朝の伝説が沖縄で受容された背景にあるとし、中世末期には為朝が沖縄に来たという話が和人により持ち込まれて知られていたのではないかとする。
明の『皇明實録』などに記載される14世紀の山北王怕尼芝、珉、攀安知は、蔡温の『中山世譜』で
今帰仁の山北王三代として位置づけられるが、中華人民共和国の孫薇の説では怕尼芝と攀安知は八幡按司（ばはんあんじ）の轉音であり、石井望の説では珉も八幡（ばはん）の福建字音であるとして、山北三代ともに源氏八幡神をもって自己認識していたとする。孫薇および石井の説に基づけば、琉球の源氏入王伝説は14世紀にすでに主流となっていたことになる。
室町時代後期の僧月舟寿桂が著書『幻雲文集』に収めた「鶴翁字銘并（ならびに）序」（1523年 - 1533年ごろ）には、「小説（噂話）」として為朝が「琉球に赴き、鬼神を駆役して創業主となる」という内容が（中国の史書とは異なるため信ずべきか不明という但し書きとともに）記された。16世紀末から沖縄に滞在していた僧袋中は『琉球神道記』巻五に「鎮西の八郎為友」が沖縄本島に来て「逆賊を威して、今鬼神（今帰仁）より、飛礫をなす」と記した。
島津氏が琉球に侵攻すると、為朝来航伝説はその正当化に利用された。島津氏の外交文書作成を担当した僧南浦文之は「討琉球詩序」（「りゅきゅうをうつしじょ」、『南浦文集』所収）において、九州にいた為朝が航海の後「流求」に上陸して「鬼怪の者」を制圧したという内容を記している（「鬼怪の者」の子孫が「王」となり後に明の冊封を受けて中山王となったと続く）。
琉球王国が清と（薩摩藩を通じた）日本の両方に服属する中、政治改革をおこなった羽地朝秀（向象賢）は王国の歴史書『中山世鑑』において、沖縄に来た為朝が現地でもうけた子が舜天尊敦として王位に就いたことが琉球における王朝の始まりであると記した（この中では為朝は妻子を残して日本に戻ったとされる）。羽地は「日琉同祖論」を唱えており、日本寄りの政策を採る中で、王朝の権威付けに為朝伝説を利用したとされる。このようにして、為朝の伝説は琉球王国の歴史書上の存在となった。
『中山世鑑』は舜天の子を舜馬順熙とする。石井望は「舜馬（すま）」は宮古八重山に遺留する琉球古語の島だとし、「順熙」は北宋の『集韻』にもとづき「すい」だとした。熙は形声文字の「い」が主流であり、北宋では年号に用いられ、福建で「い」音で普及していたとする。よって「舜馬順煕」を「すますい」（島添）とする。舜天の母は大里按司の妹なので、島添大里に該当するとした。また、琉球の早期王權が与那原から佐敷に遷移したことが、与那原港内の島添大里の舜天王統から佐敷の尚巴志王統への権力移行と重なり、同時に須久名御嶽（そこにや嶽）から齋場御嶽への祭祀東遷とも重なり、実在性が高まるとする。

#### 本土（ヤマト）への逆輸入
江戸幕府の将軍側近だった新井白石は、1719年（享保4年）に作成した『南島志』において、舜天が為朝の子であると記した。
琉球王には幕府から将軍交代時の参賀使節が課せられていたが（琉球使節）、その風俗や文化が日本側の関心を呼ぶようになり、1748年（寛延元年）の使節以降は、使節団や琉球を紹介解説する出版物が複数世に出た。1806年（文化3年）の使節の折に出たものには「舜天は為朝の子」という記述が多く見られるようになる。この翌年から曲亭馬琴が刊行した『椿説弓張月』は琉球に渡った為朝の子が舜天という設定を『水滸後伝』のシノプシスに加えたフィクションで、多くの読者を獲得するとともに、琉球王統のルーツが為朝であるという説を広めることになった。

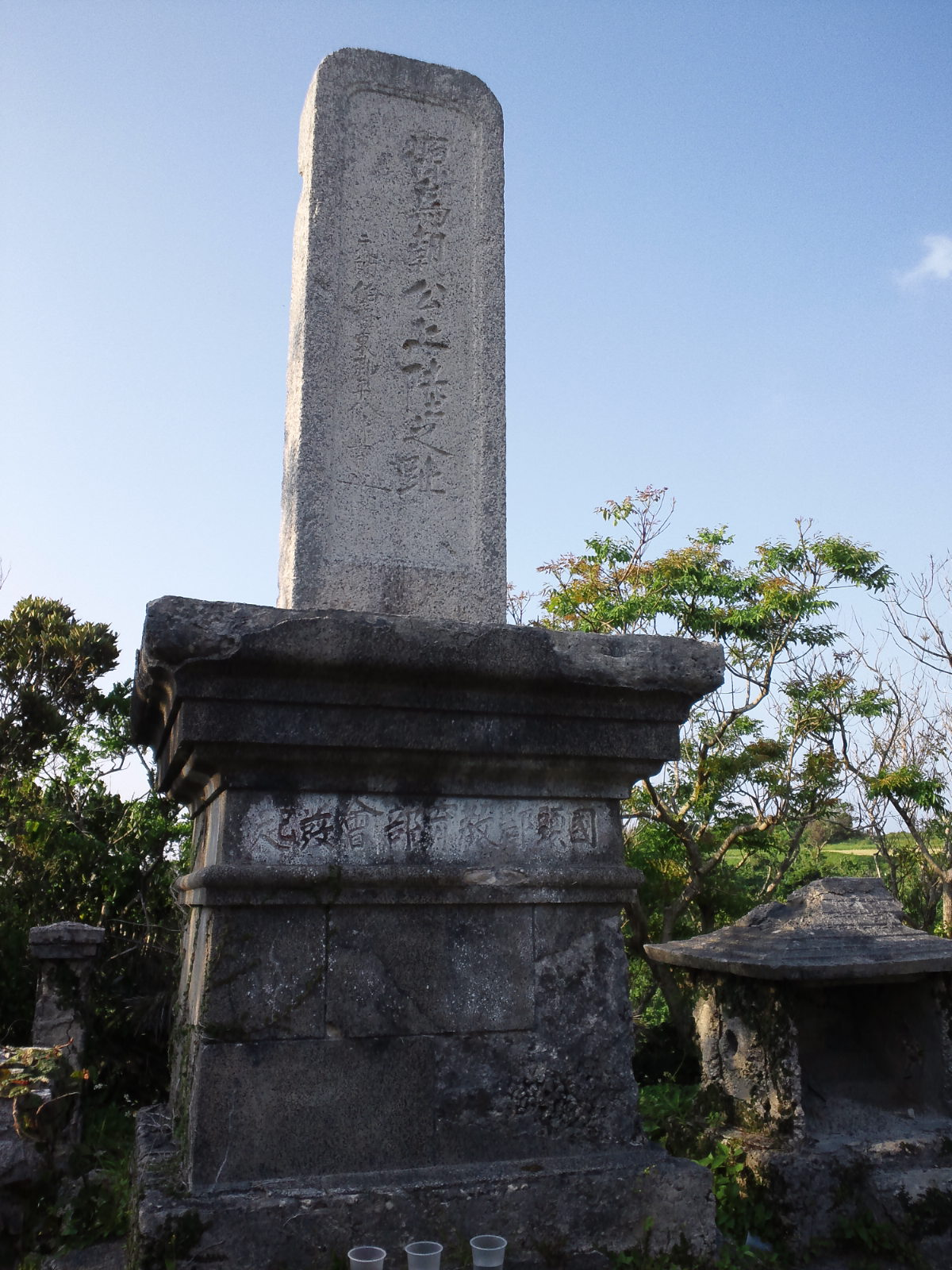
源為朝公上陸之趾。沖縄県今帰仁村運天港の近くにある。

明治維新後の琉球処分に至る過程で、明治政府が交渉のために派遣した松田道之が1875年（明治8年）に琉球側に示した通達書には、日本帰属の根拠の一つに「為朝が舜天の父でその末裔が今の王である」という内容が記された。沖縄県設置後の明治期の歴史学者、さらに沖縄での初期の「沖縄学」研究者にも、為朝の渡海と王統の始祖という説を「事実」と見る向きは少なくなかった。1922年（大正11年）には、国頭郡教育部会（沖縄県教育会の支部）の発起により、東郷平八郎の揮毫した「為朝上陸之碑」が運天港に建立された。

### 伝承地
※沖縄県については前節を参照。

#### 地域によらない伝承
為朝は疱瘡（天然痘）が流行した時代にも病にかからなかったといわれ疱瘡に対する守り神とする伝承が数多くある。歌川国芳画「鎮西八郎為朝」の疱瘡絵では疱瘡神から病をり患させないよう手形を受け取る為朝の絵が描かれている。このほか月岡芳年画「為朝の武威痘鬼神を退く図」（右図）などがある。

#### 関東地方
- 神奈川県横浜市港南区上大岡東1-8付近は八郎ケ谷と呼ばれ、落人となった為朝が隠れ住んだといわれる。ここに｢為朝の祠｣があり、今でも4月25日に近隣の人々が供養している[33]。
- 伊豆大島に流刑となっていた為朝が矢を射たところ海を超え、鎌倉の材木座海岸まで届き、矢が届いたところから水が湧き、井戸ができたという。この場所が、神奈川県鎌倉市材木座と逗子市小坪の境に現存する、鎌倉十井のひとつである「六角ノ井」とされる。六角ノ井の中段には、為朝が射た矢の鏃を収めた竹筒が祀られているといわれる[34]。

#### 九州地方
- 福岡県朝倉市地域には、源為朝の墓と伝承される石塔と為朝の愛馬の墓と伝承される石塔（馬塚）に加え、全国的にも珍しい源為朝の母の墓と伝承される石塔が存在している。これらは地元の福岡県立朝倉高等学校史学部のメンバーが2017年から約2年間実施した調査活動により明らかにされた[35]。
- 佐賀県の黒髪山に為朝が角が7本ある大蛇を退治したという伝説（黒髪山大蛇退治伝説）が残っている。その際、退治した証として鱗を3枚剥がし牛に運ばせたが、鱗があまりに重すぎたため牛は疲れ果て死んでしまった。牛の死を悼んだ為朝は、その地に牛の死骸を埋め供養した。その場所は後の人により「牛津」と呼ばれるようになった[36]。近隣の「屋形石」の地名はこの大蛇退治の際に蟇目の法を行ったところ、余りの強弓から矢が石に突き刺さったことから、その石にちなんでこの地を矢形石村とした、とある（松浦拾風土記）[37]。
- 佐賀県上峰町に、鎮西山という山城のある山があり、為朝はそこを拠点とし、またその下にある屋形原（やかたばる）という地名の場所に住んでいたとも言われている（『肥陽軍記』より）[38]。当地については為朝の慢心を戒める逸話が残っている[37][39]。九州下向以来二十余度の戦に一度も不覚を取らなかった為朝は都までその名を轟かせており、妻にした縫姫とともに平和な日々を送っていた。ある日、屋形原の鎮西城の高楼で宴が催された。宴たけなわになったころ、老兵の一人が為朝に、「弓の実力を戦場ではよく拝見するが今ここでもその腕をみてみたい」といったところ為朝は「さらば」と八人張りの強弓を四寸長い左手の腕を差し伸べ満月のごとく引きしぼり、老兵にむけて放つと、その老兵の後ろのかごの真ん中を見事に射貫いてみせた。どっとほめやかす声のやまぬうちに一同の驚きはその老兵にうつった。老兵は為朝の射た矢を振り向きざまに抜くや否やはるか遠くの鎮西城の城門めがけて投げ返すとその矢は表門の柱にぐさっとぬかって立ったという。これには為朝はじめ一同茫然自失で、それよりのち人々は、これは「天狗様が老人になって為朝の慢心を戒めたのだ」と言い伝えたという。また、同山にある五万ケ池（ごまがいけ）の由来は、為朝を攻めた敵の五万騎が為朝の弓の力でこの場所で討たれたことだとされる[39]。
- 為朝が幼少のころを過ごしたとされる大分県大分市内には為朝に由来するという雄城神社が所在し、為朝が霊山（りょうぜん）の山頂から放った矢が突き刺さったという石もある。現在の大分県立大分雄城台高等学校の敷地内にある。
- 奄美群島の喜界島の小野津集落にある「雁股（かりまた）の泉」は、為朝が琉球に渡ろうとした途中にシケに遭い喜界島の沖合を漂っているときに島に住人がいるかどうかを確かめるために雁股の矢を放ち、その矢を抜き取った後から清水が湧き出たと伝えられている[40]。
- 奄美群島の加計呂麻島は為朝が琉球に渡る前に上陸した地として伝わっている。為朝の息子とされる実久三次郎を祀る実久三次郎神社が建てられ、境内に三次郎と母の墓がある[41]。

## 末裔を名乗った例
- 鎌倉時代に現在の岩手県宮古市に本拠を置いた閉伊氏の資料には、源為朝の遺児といわれる閉伊為頼（大嶋為家・閉伊頼基・佐々木十郎行光とも）が源頼朝より陸奥国閉伊郡・気仙郡を賜り、閉伊氏を称したとある。
- 為朝の庶子の太郎丸と二郎丸の双子は、北条時政にその旨を訴え、源頼朝により太郎丸は伊豆大島の領主、二郎丸は八丈島の領主に任じられた。二郎丸は出家し、承元2年（1208年）に八丈島に弥陀寺を創建した（現在の宗福寺）。太郎丸は元服をして大島太郎為家（のち為政と改名）したという。武蔵国足立郡宮内村（現在の埼玉県北本市宮内）の大島氏は、『新編風土記』に「大膳亮久家なるものあり。本国伊豆を領して大島に住し、永正・大永のころ、小田原北条に属して武州に住し戦功ありて、永禄七年甲子の感状を賜う。その外 槍二筋を持ち伝えり。且その頃は鴻巣領宮内村に居住せり」とある。大島大膳亮久家は戦国大名太田氏の家臣団・鴻巣七騎の1人となり、小田原征伐後帰農して今に系譜が続いている。
- 信濃国伊那郡領主で江戸時代には交代寄合となった座光寺氏は、『寛政重修諸家譜』で為朝の後裔と称している。ただし、座光寺氏は諏訪氏の一族であると見られている。
- 河内源氏義国流に連なる今川貞世は、自著『難太平記』の中で、自身や足利尊氏の先祖にあたる足利義兼の出自を為朝の子であるとし、係累である足利義康が幼いころから嫡男として養育したと記している。義兼は為朝の子であるため、身丈八尺あまりもあり力に優れていたと書き残しているが、足利氏の家系にも学術的にも認められていない[42]。

## 源為朝に由来する名称
沖縄県今帰仁村運天で初確認されたハゼには、源為朝にあやかり「タメトモハゼ」という名がつけられた。命名者は黒岩恒。同様に「タメトモ」の名を冠する動植物にはタメトモマイマイ、タメトモヤスデ、タメトモユリなどがある。

## 登場作品
テレビドラマ
- 『新・平家物語』（1972年、NHK大河ドラマ、演：伊吹吾郎）
- 『平清盛』（1992年、TBS、演：金田賢一）
- 『平清盛』（2012年、NHK大河ドラマ、演：橋本さとし）

アニメ
- 『鎮西八郎為朝』（2021年、声：武内駿輔）